# Komet Helin-Lawrence
Komet Helin-Lawrence (uradna oznaka je 152P/Helin-Lawrence) je periodični komet z obhodno dobo okoli 9,5 let. 
Komet pripada Jupitrovi družini kometov .

## Odkritje
Komet sta 17. maja 1993 odkrila ameriška astronoma Eleanor Francis Helin in Kenneth J. Lawrence na Observatoriju Mt. Palomar v Kaliforniji, ZDA .